# 미르드리시
미르드리시(Muirdris)는 아일랜드 신화에 등장하는 바다 괴물로, 루드러지 해협(Lough Rudraige)에 살고 있었다. 신화 속 왕인 페르거스에 의해 처단된다. 후세에 전해지면서 시나크(Sínach)라고도 불리게 된다.